# Distremocephalus opaculus
Distremocephalus opaculus is een keversoort uit de familie Phengodidae. De wetenschappelijke naam van de soort is voor het eerst geldig gepubliceerd in 1895 door Horn.